# Myrmia
Myrmia is een geslacht van vogels uit de familie kolibries (Trochilidae) en de geslachtengroep Mellisugini (bijkolibries). Er is één soort:
- Myrmia micrura – Kortstaartboself